# Cratere Durant
Durant  è un cratere sulla superficie di Venere. Deve il suo nome ad Ariel Durant, scrittrice russa naturalizzata statunitense.